# Marjo Koopman-Goumans
Maria Josephina Theodora Nathalia Jacqueline (Marjo) Koopman-Goumans (Eindhoven, 18 januari 1944 – 2 september 1999) was een Nederlands politicus van de KVP en later het CDA.
Toen ze negen was ging het gezin in Sittard wonen waar haar vader als chef-kok gewerkt heeft in het Oranjehotel. In 1960 vertrokken ze naar Den Helder en nadat ze getrouwd was ging het jonge echtpaar in 1965 wonen in Hoorn. Ze heeft daar bijna 18 jaar in de gemeenteraad gezeten waarvan de laatste jaren als wethouder voor ze in januari 1991 benoemd werd tot burgemeester van de net gevormde fusiegemeente Posterholt (drie jaar later hernoemd tot gemeente Ambt Montfort). Vanwege haar gezondheidsproblemen werd op 1 september 1999 Vincent Braam daar benoemd tot waarnemend burgemeester en een dag later overleed ze op 55-jarige leeftijd.